# Panicum turgidum
Panicum turgidum es una gramínea que vive en los semidesiertos del Viejo Mundo. Es común en el sur del Sahara y Arabia, desde el Senegal a Pakistán, los tuaregs la conocen como afazo.

## Descripción
Panicum turgidum es una hierba perenne que crece en grupos de un metro de alto entre la arena.
Es tolerante a la sequía y la salinidad y se hace harina, alimento para los rebaños y control de la erosión .

## Taxonomía
Panicum turgidum fue descrita por Peter Forsskål y publicado en Flora Aegyptiaco-Arabica 18. 1775.
Etimología
Panicum: nombre genérico que es un antiguo nombre de latín para el mijo común (Setaria italica).
turgidum: epíteto latíno 
Sinonimia
- Panicum frutescens Mez
- Panicum neglectum Roem. & Schult.
- Panicum nubicum Fig. & De Not.